# Petrus Adrianus Bergsma (1830-1915)
Petrus Adrianus Bergsma (Idaard, 13 april 1830 - Leeuwarden, 20 februari 1915) was een Nederlands burgemeester.

## Familie
Bergsma was een zoon van Petrus Adrianus Bergsma sr. en Antje Hepkes Geltema. Hij trouwde met Doetje Offerhaus (1832-1918), dochter van Edo Johannes Offerhaus en Aafje Johanna van Sloterdijck. Hun zoon Edo werd burgemeester van Het Bildt en Enschede.

## Loopbaan
Bergsma studeerde rechten in Groningen en werd advocaat. Hij was secretaris (1858-1865) en vervolgens burgemeester van Ooststellingwerf (1865-1870). Voor zijn hulp tijdens de cholera-epidemie in 1866 ontving hij een bronzen medaille.
Hij verhuisde naar Leeuwarden, waar hij van 1870 tot 1905 gemeentesecretaris was. Hij overleed er op 84-jarige leeftijd.